# Luis Aguirre Prado
Luis Aguirre Prado (Ciudad Real, 4 de junio de 1896-Minas de Riotinto, 4 de octubre de 1991) fue un escritor y periodista español.

## Biografía
Cursó estudios de Magisterio, Derecho y Sociología en Ciudad Real y Madrid, dedicándose desde muy joven al periodismo. Fue redactor jefe de El Labriego de Ciudad Real y, trasladado a Madrid, ocupó el mismo cargo en Alrededor del Mundo, Agro Español y Tajo. Desde 1945 fue colaborador de Radio Nacional, en la que ejerció la crítica literaria al mismo tiempo que escribía en Ecclesia, El Alcázar, Informaciones y la revista El Español.
Figuró entre los autores de la obra monumental La España de cada provincia del Ministerio de Información y Turismo y en el libro Spagna in cammino editado en Italia y prologado por Manuel Fraga Iribarne.

## Obras publicadas
- Ruiz de Salazar o el reivindicador del Maestro.
- Misioneros.
- La Iglesia y el Movimiento.
- La ruta jacobea.
- Enciclopedia de Anécdotas.
- Conozca Madrid en seis días.
- La España de cada provincia (en colaboración).
- Spagna in cammino (en colaboración).
- Madrid, Capital de España.

Escribió también biografías: Jovellanos, Joaquín Costa, Valle Inclán, etc.